# Wilby (Suffolk)
Wilby is een civil parish in het bestuurlijke gebied Mid Suffolk, in het Engelse graafschap Suffolk. In 2001 telde het dorp 231 inwoners.